# هبوب الريح (حمص)
هبوب الريح قرية سوريّة تتبع إداريّاً لمحافظة حمص منطقة حمص ناحية حمص، بلغ تعداد سكانها 1,294 نسمة حسب التعداد السكاني لعام 2004.